# Biserica de lemn din Românași

Biserica de lemn din Românaşi

Biserica de lemn din Românași s-a aflat în prima jumătate a secolului 20 în localitatea Balc din județul Bihor și, după informațiile lui Coriolan Petranu, a fost adusă din satul Unguraș, astăzi Românași, din județul Sălaj. Leontin Ghergariu o data în manuscrisul său printre bisericile de secol 17.